# NGC 4831
NGC 4831 é uma galáxia elíptica (E/SB0) localizada na direcção da constelação de Hydra. Possui uma declinação de -27° 17' 31" e uma ascensão recta de 12 horas, 57 minutos e 36,6 segundos.
A galáxia NGC 4831 foi descoberta em 22 de Março de 1836 por John Herschel.